# Guyaspace Expérience
Le musée de l'Espace est un musée spatial qui se situe au Centre spatial guyanais, à Kourou, dans le département et la région d'outre-mer français de Guyane.
Après 18 mois de travaux, il s’est transformé en Guyaspace Expérience. Ce nouvel espace met à l'honneur l'Histoire du CSG et du spatial en Guyane, l'activité et la réussite du spatial européen, ou encore les coulisses d'une base de lancement.

## Histoire
Le musée est inauguré en 1996. Une rénovation complète se déroule à partir de septembre 2022 pendant laquelle le musée est fermé au public,. Le musée rouvre ses portes en juillet 2024 et prend pour nom « Guyaspace expérience »,.
La rénovation du musée a été portée par le CNES, assisté de la Semeccel qui exploite la Cité de l'Espace à Toulouse. Le groupement Présence était chargé de la maîtrise d’œuvre pour les travaux d’aménagement sur le bâtiment et la rénovation du parcours muséographique. Le coût des rénovations a été de 7,5 millions d'euros.

## Collections

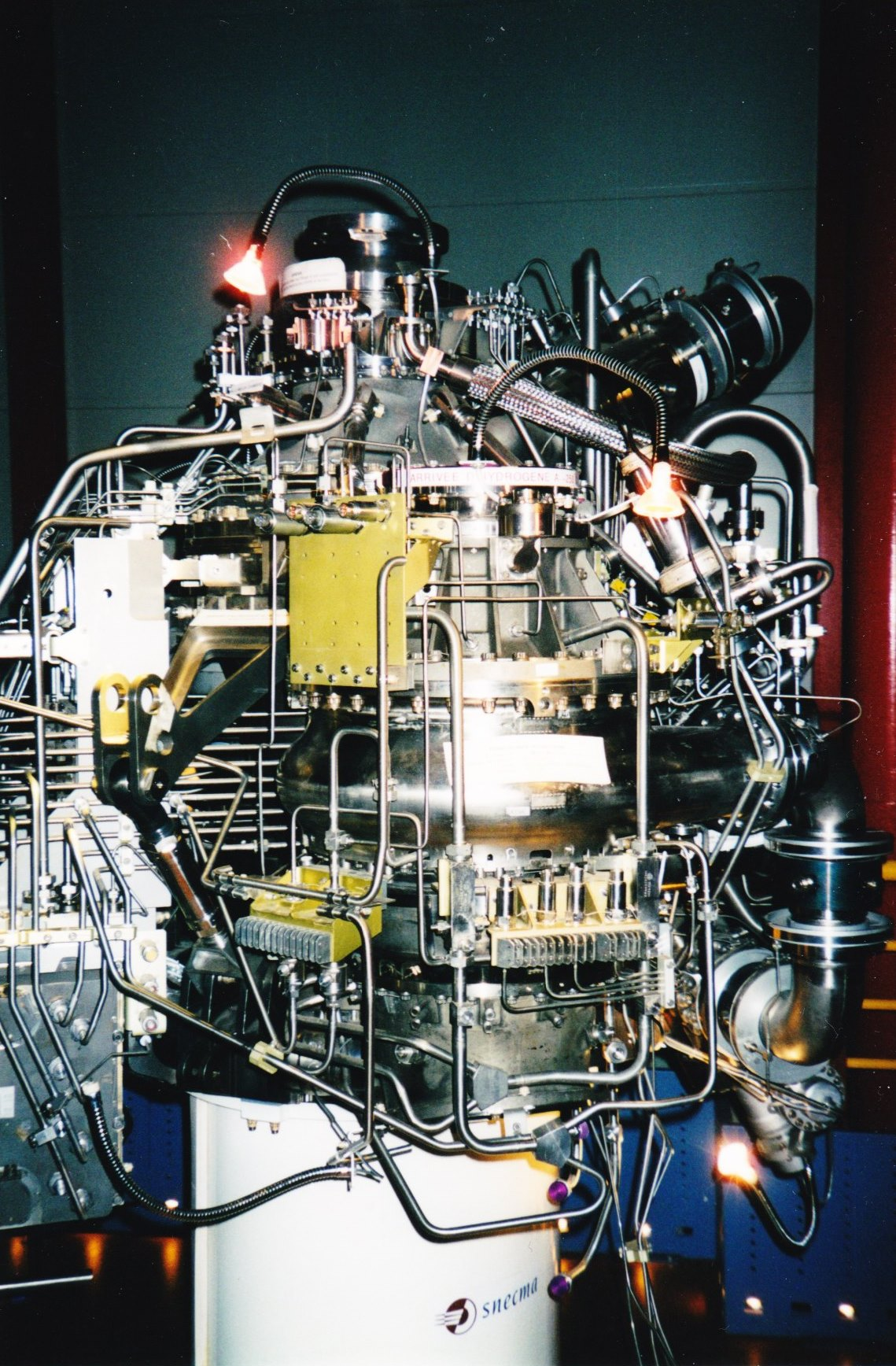
Un moteur Vulcain.

## Financement
Guyaspace Expérience est un projet cofinancé par l'Union européenne, le CNES, et l'Agence spatiale européenne.